# Erdei Viktor
Erdei Viktor, 1906-ig Epstein Győző (Budapest, 1879. október 16. – Budapest, 1945. március 9.) magyar szobrász, grafikus- és festőművész. Karinthy Frigyes nővérének, Karinthy Adél Jusztina festőművésznek a férje.

## Élete
Epstein Vilmos és Kuttner Róza fiaként született. 1899 nyarán Nagybányán Hollósy Simon szabadiskoláját látogatta, ugyanabban az évben kiállított szénrajzokat a Nemzeti Szalonban. A Mintarajztanodában (ma: Magyar Képzőművészeti Egyetem) (1899–1900) Székely Bertalan növendéke volt. 1903-ban újra Nagybányán, ekkor Ferenczy Károly mellett dolgozott. 1905-ben részt vett a Műcsarnok kiállításán (Öreg ember, szénrajz), 1907-ben megrendezte első gyűjteményes kiállítását olajfestményekből, rajzokból, rézkarcokból és fejszoborból. Az ekkortájt alakult KÉVE művészcsoport alapító tagja volt, részt vett a csoport kiállításain.
1908. június 14-én Budapesten házasságot kötött Karinthy Adél Jusztinával, Karinthy Frigyes testvérével, Karinthi József Ernő és Engel Karolina Szeréna lányával. A házasságuk 1922-ben felbontatott, ám 1924. június 21-én Budapesten ismét házasságot kötöttek.
1908–1909-ben tanulmányutat tett Münchenben, 1912-ben Párizsban. 1911-ben Nagyváradon, 1912-ben Szegeden mutatta be munkáit, 1915-ben kórházakban fekvő katonákról készült szénrajzaival szerepelt a Had- és Népegészségügyi kiállításon. Litográfiákat készített Révész Béla Beethoven, Miniature című köteteihez  A Tanácsköztársaság bukása után emigrált. Bécsből 1924-ben tért haza és Nagyszőlősön telepedett le.
1926-ban a budapesti Nemzeti Szalonban rendezte meg második gyűjteményes kiállítását. „Nincsen benne semmi megvesztegető tulajdonság, se színvarázs, sem elragadó temperamentum, de annál több zárkózottság, kifejezésbeli puritánság, a ridegségig tartózkodás minden olcsó hatástól.” – méltatta művészetét a Nyugatban Elek Artúr. – [Erdei Viktor] „nem egy művész, hanem kettő. Az egyiket festményei képviselik, arcképei, tájai, kisebb kompozíciói, a másikat rajzai. Az első az a finom tónusfestő, akivé Nagybányán nevelődött. Amellett azonban lélekkereső is, aki az árnyékból gyöngéd érzéssel idézi a szemérmes lélek tükörvillanásait. Egész munkásságában ezek az arcképei a legkészebb alkotások, mert bennük az akarat, a szándék, az ösztönösség a legteljesebb harmóniában egyesült valósággá.”
A Nagyszőlősön töltött évtized idején tanulmányozta a kárpátaljai zsidóság életét, rajzolta és festette ősi hagyományait, jellegzetes típusait. Ennek a korszakának termését harmadik, 1934. évi gyűjteményes kiállításán mutatta be, ezúttal az Ernst Múzeumban. Ezt követően ismét Budapesten élt. 1939-től az OMIKE képzőművészeti csoportjának kiállításain tűntek fel rajzai, utoljára 1944 márciusában. A főváros ostromát a budapesti gettóban kényszerült átélni, ott is halt meg, kevéssel annak felszabadítása után. „Csodálatosan finom grafikus volt.”